# 斑點擬鮟鱇
斑點擬鮟鱇（学名：Lophiodes maculatus）為輻鰭魚綱鮟鱇目鮟鱇亞目鮟鱇科的其中一種，分布於東太平洋區的馬克薩斯群島海域，棲息深度283-650公尺，體長可達14.1公分，為深海底棲性魚類，屬肉食性，生活習性不明。
其种加词“maculatus”意为“有斑点、斑块、斑纹的”。